# Raymond Gaspard de Bonardi
Raymond Gaspard de Bonardi, comte de Saint-Sulpice, né le  23 octobre 1761 à Paris, mort le 20 juin 1835 à Paris, est un général français de la Révolution et de l'Empire.

## Carrière
Issu d'une famille provençale, il est le fils de Jean-Balthazard-Hector-Amédée de Bonardi, baron de Bonardi, chevalier de Saint-Louis et officier de carabiniers.
Il entre au service en 1777 et il devient sous-lieutenant au 13e régiment de dragons le 29 septembre 1777. Il est  fait capitaine des dragons de Monsieur futur Louis XVIII en 1781, et colonel du 12e régiment de dragons le 26 octobre 1792.
Il sert la Révolution non sans quelques ennuis en raison de ses origines. Il épouse le 19 avril 1795, Antoinette Pousin de Grandchamp.
1798 : chef de Brigade du 5e Chasseurs lors de la Guerre des Paysans (en néerlandais : Boerenkrijg) dans les Flandres; il conduit la colonne républicaine français dans la Bataille de Herentals.
Il est promu général de brigade le 24 mars 1803, écuyer cavalcadour de l’Impératrice, et il est fait commandeur de la Légion d'honneur le 14 juin 1804. En 1806 et 1807, il participe  à la campagne de Prusse et de Pologne, comme commandant de la 2e brigade de cuirassiers de la 2e division du corps de réserve de cavalerie de la Grande Armée. Il combat à la Bataille d'Iéna le 14 octobre 1806, et à celle d'Eylau le 8 février 1807, où une balle lui casse les deux poignets.
Il est élevé au grade de général de division le 14 février 1807, et il est créé comte de l'Empire en mai 1808. En 1809, il est nommé commandant des dragons de la Garde impériale, et en 1813, gouverneur du Château de Fontainebleau. Il commande le 4e régiment de gardes d'honneur de la Garde impériale qui combat en Saxe, puis à Lyon sous Augereau en 1814.
Lors de la première restauration, il reçoit les insignes de grand officier de la Légion d'honneur ainsi que la croix de chevalier de Saint-Louis par Louis XVIII le 23 août 1814. Il est admis à la retraite en 1815. 
Il est fait Pair de France le 19 novembre 1831, et grand-croix de la Légion d'honneur le 29 avril 1833. 

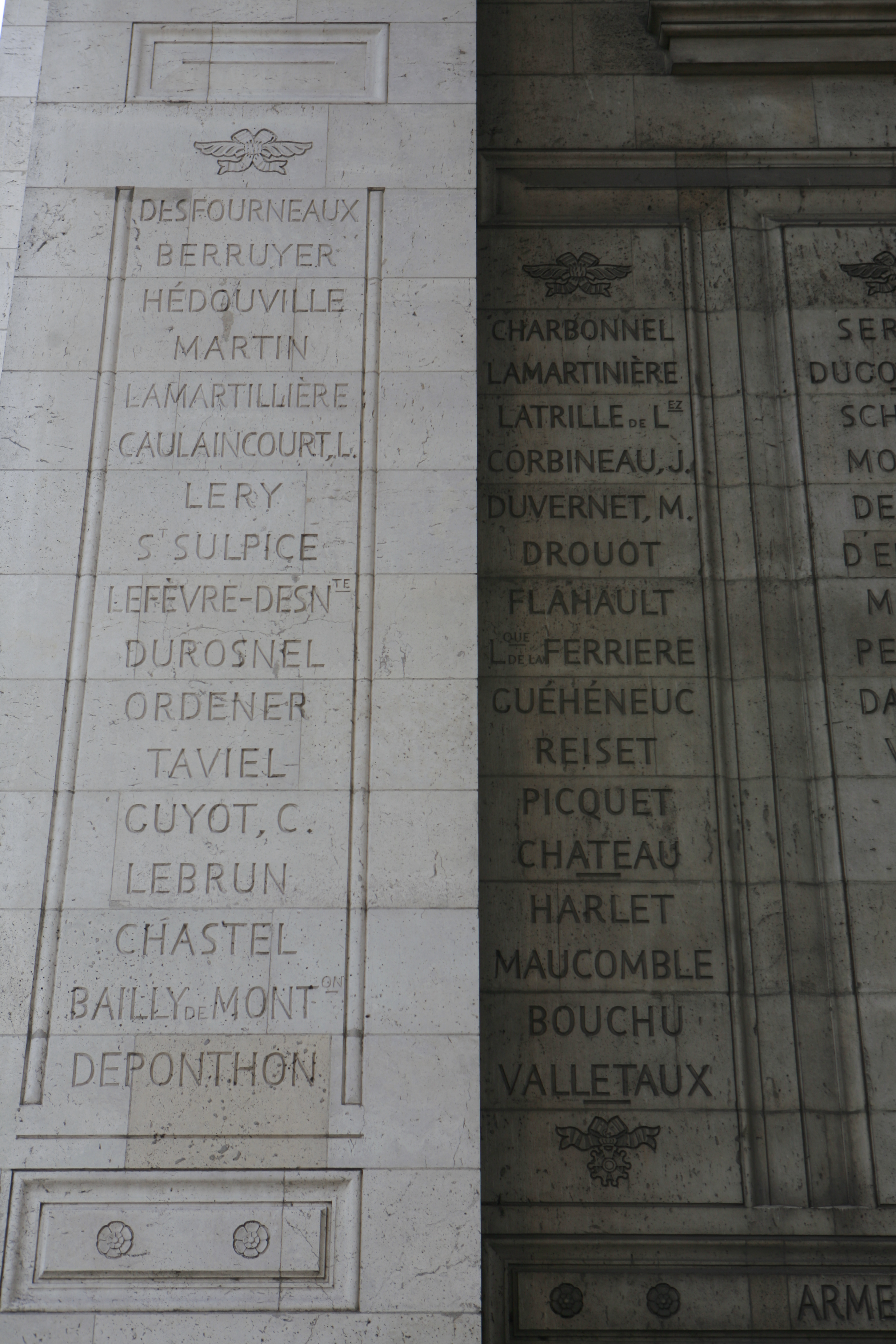
Noms gravés sous l'arc de triomphe de l'Étoile : pilier Ouest, 31e et.

Il fait partie des 558 officiers à avoir son nom gravé sous l'arc de triomphe de l'Étoile colonne Ouest sur la 31e colonne (l'Arc indique « St SULPICE »).

## Armoiries
De gueules à trois bandes de sable, liserées d'or.

## Distinctions
- Grand-croix de la Légion d'honneur 29 avril 1833,
- Chevalier de l’ordre royal et militaire de Saint-Louis en 1814,
- Grand-croix de l'ordre militaire de Maximilien-Joseph de Bavière le 15 février 1813.

## Sources
- Annuaires Militaires[Quoi ?]
- Dictionnaire Napoléon (Jean Tulard, de l'Institut)[Quoi ?]
- « Cote LH/277/73 », base Léonore, ministère français de la Culture
- P. Giguet, Histoire Militaire de la France 1792 - 1815 Vol 2; Paris; 1849.
- Auguste Orts, La Guerre des Paysans, p. 174-176, Hachette Livre  (ISBN 2013520034)
- Le Journal de campagne de l'adjudant-général François Durutte tenu pendant les troubles de brumaire an VII (Guerre des paysans belges), 1798-1799, René H. Willems, Bulletin de la Commission royale d'Histoire,   Année 1964, Tome 130, p. 187-327.